# 김화청
김화청(金化淸)은 대한민국의 소설가이다. 1917년 12월 15일 평안남도 평양에서 출생하였으며 원적은 평양시 관후리 161번지이다. 1932년 동아일보 학생 브나로드 운동 제 2회 학생기자 8명 중 1인으로 활동한 바 있으며 광성고보(光成高普)를 졸업하였다. 1937년 평양에서 김이석ㆍ김조규(金朝奎)ㆍ유항림(兪恒林) 등과 동인지 [단층(斷層)]을 발간하였며, 여기에 <별><스텡카ㆍ라진의 노래><담즙> 등의 소설을 발표하였다.